# Jusuf Dżabarin
Jusuf Dżabarin (hebr.: יוסף ג'בארין, arab.: يوسف جبارين, ang.: Yousef Jabareen, ur. 23 lutego 1972 w Izraelu) – izraelski prawnik, wykładowca akademicki i polityk narodowości arabskiej, od 2015 poseł do Knesetu.

## Życiorys
Urodził się 23 lutego 1972 w Izarelu.
Ukończył studia prawnicze na Uniwersytecie Hebrajskim w Jerozolimie (LLB w 1995), następnie na American University w Waszyngtonie (MA w 1997). W roku 2003 uzyskał stopień doktorski na Uniwersytecie Georgetown. Pracował jako adwokat oraz wykładowca akademicki na Uniwersytecie w Hajfie oraz w college’u w Tel Chaj.
W wyborach w 2015 został wybrany posłem ze Zjednoczonej Listy. W dwudziestym Knesecie zasiadał w komisjach konstytyucyjnej, prawa i sprawiedliwości; edukacji, kultury i sportu oraz etyki. W wyborach w kwietniu 2019 uzyskał reelekcję z listy Hadasz-Ta’al.
Mieszka w Umm al-Fahm.